# NGC 3869
NGC 3869 је спирална галаксија у сазвежђу Лав која се налази на NGC листи објеката дубоког неба.
Деклинација објекта је + 10° 49' 29" а ректасцензија 11h 45m 45,5s. Привидна величина (магнитуда) објекта NGC 3869 износи 12,7 а фотографска магнитуда 13,6. NGC 3869 је још познат и под ознакама UGC 6737, MCG 2-30-32, CGCG 68-59, PGC 36669.